# Simon Sasslaber

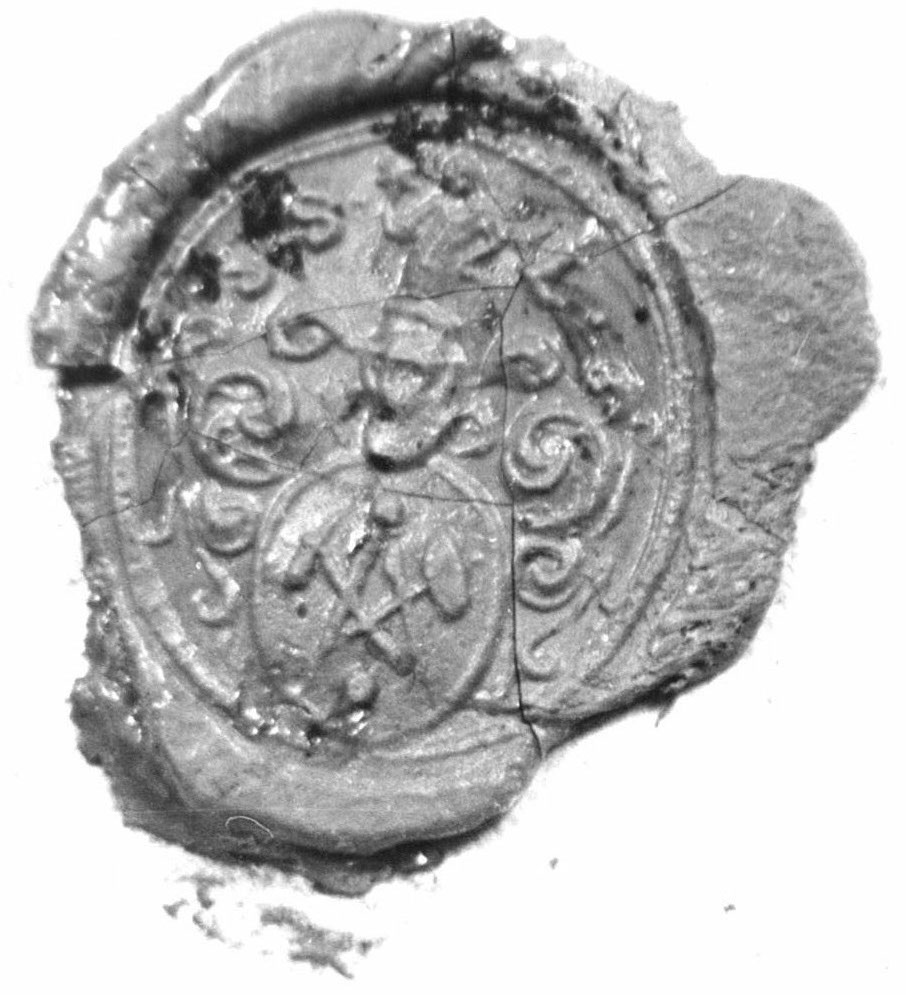
Siegel des Simon Sasslaber

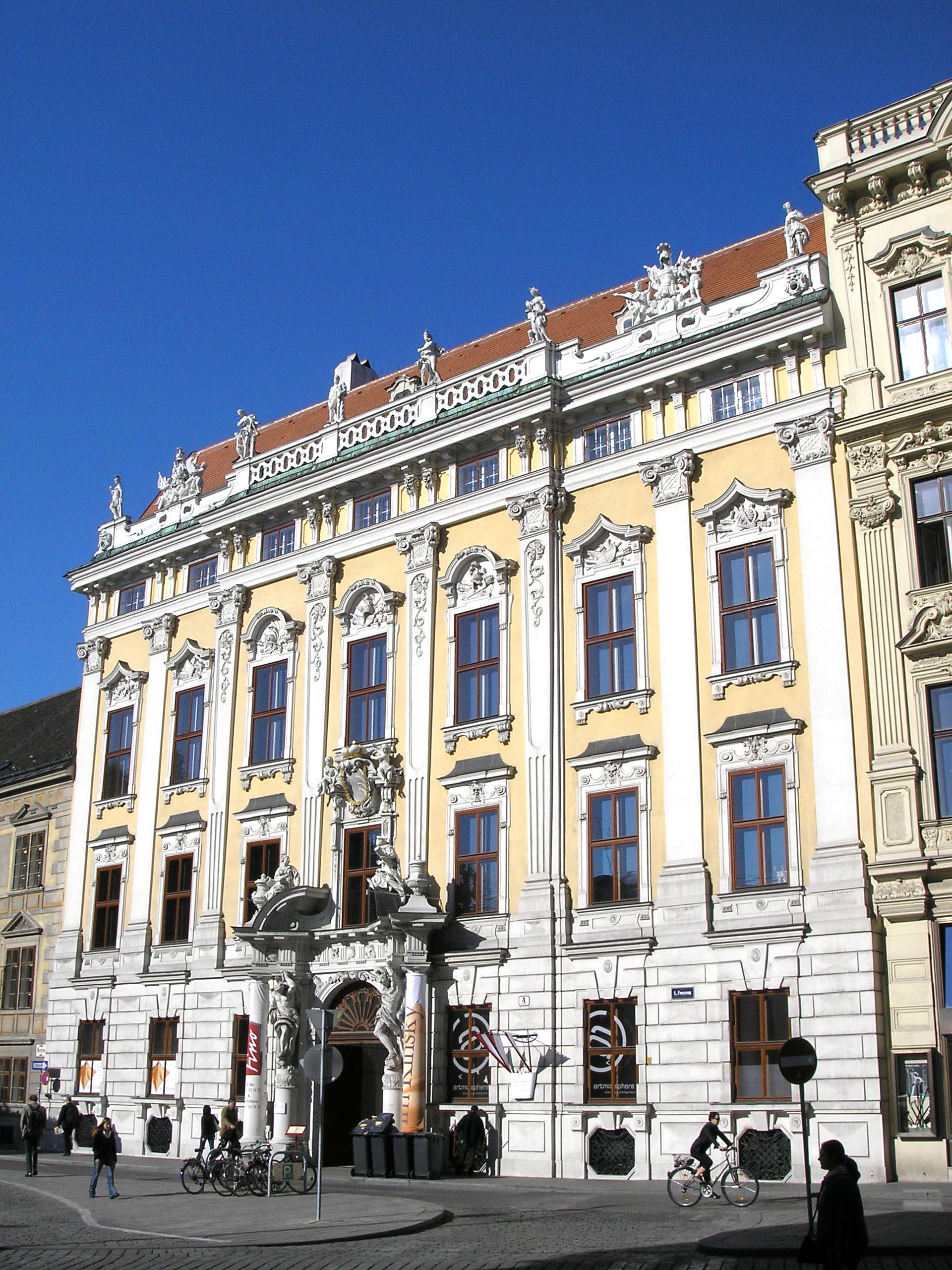
Palais Daun-Kinsky

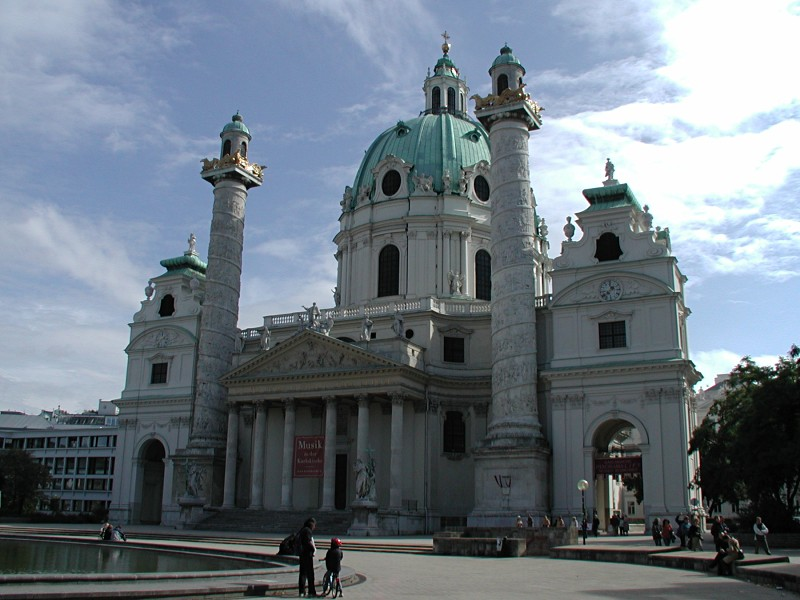
Wiener Karlskirche

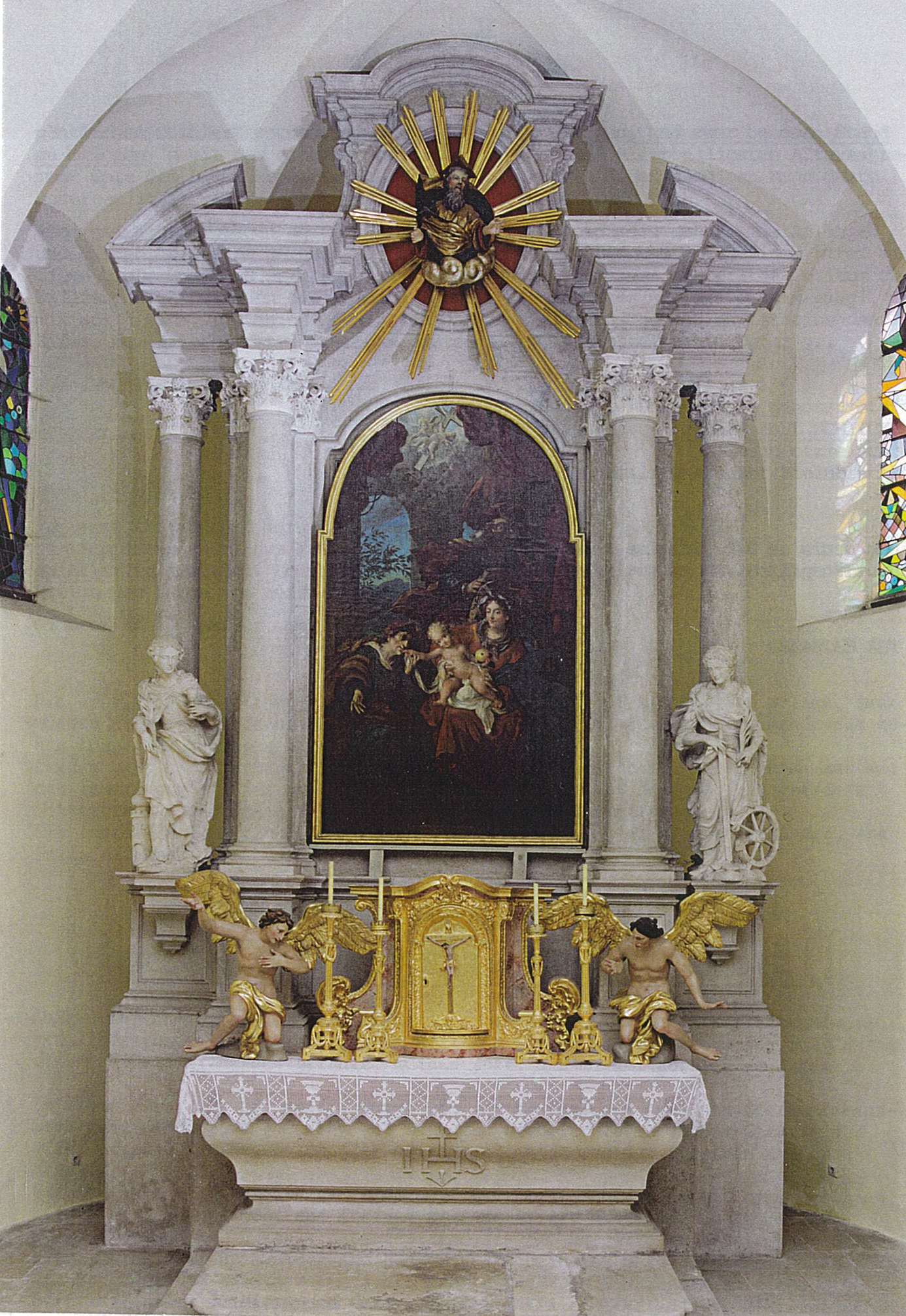
Kaisersteinbrucher Hochaltar

Simon Sasslaber (* 1673 in Feldkirchen in Kärnten; † 25. April 1740 in Kaisersteinbruch, Ungarn, heute Burgenland) war ein österreichischer Steinmetzmeister und Bildhauer des Barocks.

## Leben
Simon Sasslaber dingte 1687 bei Herrn Richter und Hofsteinmetzmeister Ambrosius Ferrethi als Lehrjunge auf, die Freisprechung erfolgte 1692. Sein Vater Pongratz Sasslaber lernte einst das Maurerhandwerk bei Meister Simone Retacco in Wien. Simon Sasslaber, 39-jährig, heiratete 1712 Anastasia Passerinin, 49 Jahre alt, eine Ferrethi-Tochter, Witwe nach dem Richter und Meister Giovanni Battista Passerini.

## Salva Guardia-Privilegium für Kaisersteinbruch
→ Salva Guardia-Privilegium für Kaisersteinbruch#Kaiser und König Karl VI.
Kaiser Karl VI. erneuerte und bestätigte am 5. Dezember 1712 das Privilegium der Befreiung von militärischer Einquartierung den Meistern Johann Georg Haresleben, Sebastian Regondi, Johann Paul Schilck, Elias Hügel, Johann Baptist Kral und Simon Sasslaber.

## Eigenständige Viertellade für den kayserlichen Steinbruch 1714
Am 20. Dezember 1714 genehmigte und erneuerte der Kaiser die eigenständige Viertellade in Kaisersteinbruch.
Die Bruderschaft hatte ihm Maximilian Trumler, einen angeheirateten Neffen, als Lehrjungen zugesprochen, er sprach ihn 1724 zum Gesellen frei. Simon und Anastasia Sasslaber hatten keine Nachkommen, so verkauften sie dem jungen Meister Maximilian am 31. Mai 1735 anlässlich seiner Verheiratung und Geburt eines Sohnes Teile ihres Besitzes. Anastasia Sasslaber verstarb am 17. Juni 1741.

## Tod
Das Epitaph von Simon Sasslaber, aus weißem Kaiserstein, befand sich in der Kaisersteinbrucher Kirche, jetzt ist er in Privatbesitz.
MACHE NICHDS AUS DIR GLAUB ES MIR / KURTZ IST DAS MENSHENLEBEN / IETZ HAB ICH DEN GEIST AUFGEBEN / 68 JAHR HAB ICH GELEBT AUF ERDEN / IN TOTTES SCHANTS MUES IETZ GEWORFEN WERDEN / LIGT DA BEGRABEN TUGENDSAMB / SIMON SASSLABER WAR MEIN NAM / GEWESTER STEINMETZ MEISTER ALHIER / IST GESTORBEN DEN 25. APRIL ANNO 1740 / GOTT GIB IHM DIE EWIGE RUEHE. AMEN.

## Werke
- 1710: Pottendorfer Kirche, mit Haresleben und Franz Trumler, Baumeister Franz Jänggl.
- 1713–1716: Palais Daun-Kinsky auf der Freyung in Wien, mit Johann Georg Haresleben.
- 1715–1728: Karlskirche in Wien, anfangs mit Haresleben, dann Elias Hügel.
- 1717–1721: Schloss Valtice, damals Niederösterreich, jetzt Tschechien. Steinmetzmäßig vorgearbeitete Steinblöcke für Skulpturen, Bildhauer Giovanni Giuliani und Schüler Benedikt Sondermayer.
- 1720: Kaisersteinbrucher Kirche, einer der Constructores des Hochaltares.
- 1720–1725 Oberes Belvedere Steinmetzarbeiten, zum Gebäude kamen noch die Brunnenanlagen mit der Kaskade im Garten hinzu. In Kameradschaft arbeiteten die Meister der Bruderschaft Elias Hügel, Johann Paul Schilck, Johann Baptist Kral, Simon Sasslaber, Joseph Winkler und Franz Trumler.
- 1721–1723: Leopoldstädter Kaserne, mit dem Eggenburger Mitmeister Andreas Steinböck, dem Erbauer der Eggenburger Pestsäule.
- 1732–1735: Armen- und Invalidenhaus in Wien, Alsergrund, Erweiterung um 3 neue Höfe, private Stiftung v. Hofkammer-Rat Freiherr Ferdinand Ignaz von Thavonat hinterließ im Testament (7. Juli 1726) 600.000 Gulden dem Armenhaus. Architekt Franz Anton Pilgram, Schüler von Johann Lucas von Hildebrandt. Steinmetzmeister Simon Sasslaber und Franz Trumler.

## Mess-Stiftung der Anastasia Sasslaberin, geb. Ferrethin, vom 18. Oktober 1719
Kirchenstiftung der Anastasia von 300 Gulden, für die verstorbene Ferrethische Familie, für die Eheleute, für das ehrsame Steinmetz-Handwerk und für die St. Sebastian und Rochus Bruderschaft. Im Original mit Goldlettern geschrieben.

## Archivalien
- Wiener Stadt- und Landesarchiv: Steinmetzakten.
- Stift Heiligenkreuz: Archiv, Kirchenbücher, Register.